# 안드레아스 이반시츠
안드레아스 이반시츠(Andreas Ivanschitz, 1983년 10월 15일, 아인슈타트 ~)는 은퇴한 크로아티아계 오스트리아인 축구 선수로, 최근까지 체코 1부 리그의 빅토리아 플젠에서 공격형 미드필더로 활약했다.

## 클럽 경력
이반시츠는 그의 유년 시절, 고향의 ASK 바움가르텐에서 축구를 시작하였고, 그 곳에서 9년을 보냈다. (1989-1998)
그 이후, SK 라피트 빈 스카우터는 1998년에 그의 재능을 알아보았고, 그는 오스트리아의 챔피언과 생애 첫 프로계약을 체결하였다. 당시 그의 나이는 불과 16세로, 1999년 10월 26일, 란쇼펜과의 오스트리아 컵 경기에서 데뷔전을 치렀다. 2000년, 그는 SV 뷔스텐로트 잘츠부르크와의 경기에서 리그 데뷔전을 치렀다. 이반시츠는 SK 라피트 빈 소속으로 177경기 출장하였고, 27골을 득점하였으며, 2004-05 시즌에는 오스트리아 리그 우승을 경험하였다. 2003년, 그는 "오스트리아 올해의 축구 선수"로 선정되었다.
그는 이후 2006년 1월에 FC 레드 불 잘츠부르크로 이적하였고, 같은 해 8월 파나티나이코스 FC로 2년간 임대 형식으로 이적하였다. 2008년 6월 20일, 그는 파나티나이코스 FC와 완전 이적에 합의하였다.
3년 간 파나시나이코스에서 활약한 그는 1. FSV 마인츠 05로 2009년 6월 18일에 2년간 임대되었고, 2011년 1월, 마인츠 완전이적에 동의하였다.
이반시츠는 2013년 6월 8일에 스페인 프리메라리가의 레반테 UD로 이적하였다.

## 국가대표 경력
이반시츠는 2003년 2월, 그리스 전에서 마르쿠스 바이센베르커와 교체되며 오스트리아 축구 국가대표팀 데뷔전을 치렀다. 그는 UEFA 유로 2008의 오스트리아 국가대표 23인 엔트리에 포함되었다. 그는 50번의 국가대표 경기에 출장하였고, 8골을 기록하였다.
그는 불과 19세의 나이로 오스트리아 주장 완장을 처음으로 찼다. 이반시츠는 오스트리아 국가대표의 에이스로 국가대표 경기에서 10번을 사용하며, 공격형 미드필더로 배치된다. 이반시츠는 왼발을 자주 쓰는 데도 불구하고, 언론의 집중보도와 팬들의 인기로 인해 "오스트리아의 베컴"이라는 칭호를 가지고 있다. 2009년 9월, 그는 디트마어 콘스탄티니 감독으로부터 제명당하였고, 감독으로부터 다시 플레이메이커로 기용하지 않을 것이라고 선언하였다. 그는 2011년 9월 13일, 콘스탄티니 감독이 해임됨에 따라 다시 차출되었다.